# Kalimantan

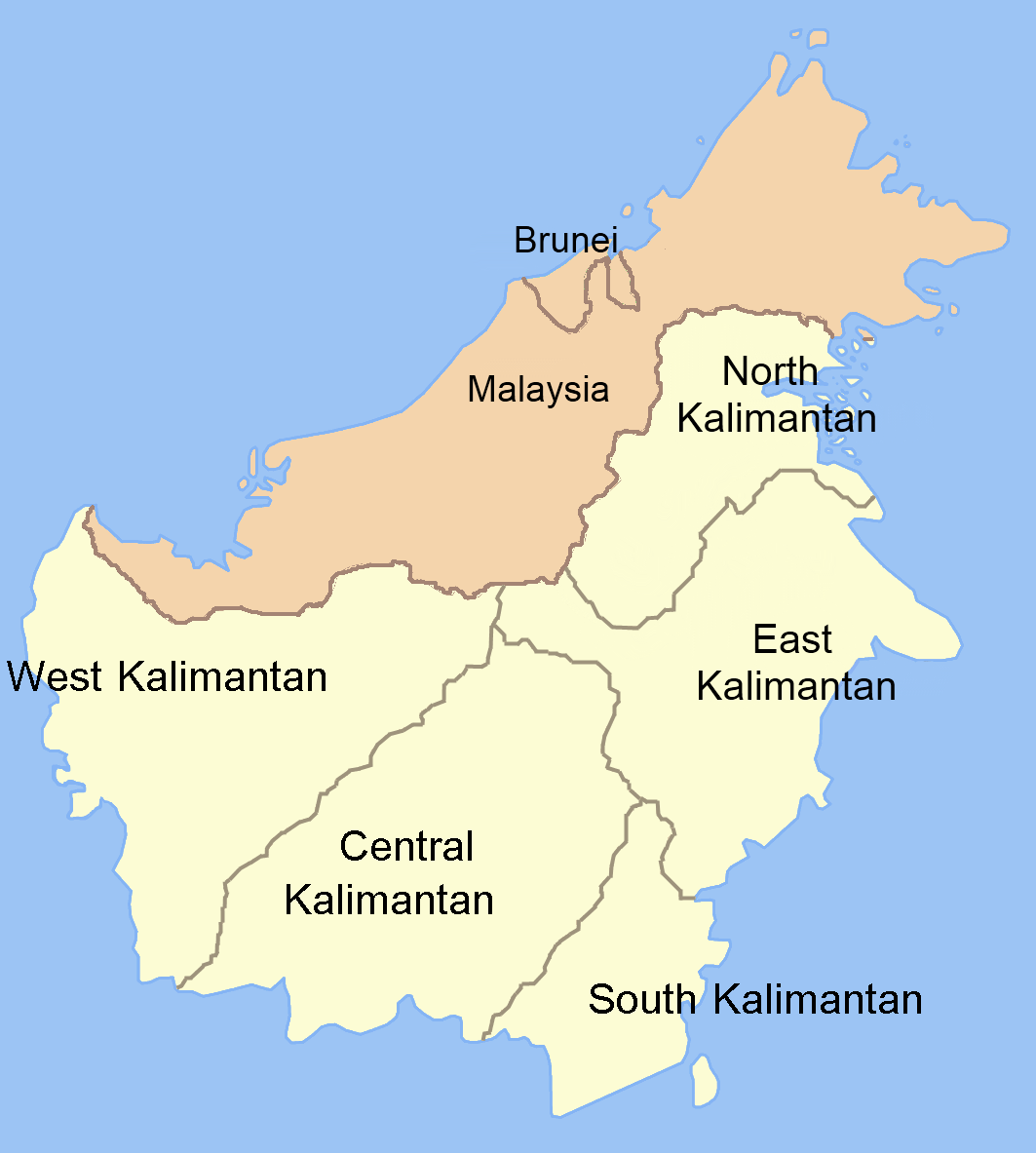
Il Kalimantan, in chiaro, all'interno dell'isola del Borneo.

Kalimantan, nella maggior parte delle lingue del mondo, è un termine con il quale ci si riferisce alla parte indonesiana dell'isola del Borneo, mentre per gli indonesiani, il nome "Kalimantan" di solito si riferisce a tutta l'isola del Borneo. Il territorio indonesiano costituisce circa 3 quarti di tutta l'isola, e la parte non indonesiana è costituita dal Brunei e dalla Malaysia orientale (stati del Sabah e del Sarawak). 
Storicamente il Kalimantan fu dominato dal sultanato di Sambas, che grazie ad un esercito vasto e potente riuscì a conquistare tutti gli stati vicini entro il XVIII secolo. Cadde poi sotto protettorato olandese nel 1802. 
Il Kalimantan indonesiano è diviso in cinque province:
- Kalimantan Orientale
- Kalimantan Centrale
- Kalimantan Occidentale
- Kalimantan Meridionale
- Kalimantan Settentrionale